# Servizio di Polizia Stradale

La Polizia Penitenziaria dal 2008 secondo Art.12 del Cds. Svolge il Servizio di Polizia Stradale
Le  attività espletate dal Servizio di Polizia Stradale sono:
- prevenzione del fenomeno infortunistico;
- rilevazione degli incidenti stradali;
- accertamento delle violazioni in materia di circolazione stradale

- ai servizi di scorta per la sicurezza della circolazione;
- ai servizi diretti alla regolazione del traffico;
- alla tutela ed al controllo dell'uso del patrimonio stradale;
- al concorso nelle operazioni di soccorso;
- alla collaborazione alla rilevazione dei flussi del traffico traffico.

Collabora inoltre con il Centro Coordinamento Informazioni sulla Sicurezza Stradale (CCISS) in merito alle notizie sul traffico.